# Университет МГУ-ППИ в Шэньчжэне
Университет МГУ-ППИ в Шэньчжэне (кит. упр. 深圳北理莫斯科大学, пиньинь Shēnzhèn Běilǐ Mòsīkē Dàxué) — первый совместный российско-китайский университет, учреждённый в 2014 году и расположенный в городе Шэньчжэне (провинция Гуандун, КНР).
Университет МГУ-ППИ в Шэньчжэне — это единственный вуз, созданный совместно с китайским вузом за 260 лет существования МГУ. Данный проект имеет большое значение.Ректор МГУ Виктор Садовничий
Для российской стороны данный проект интересен прежде всего как инструмент «мягкой силы», способный повысить конкурентоспособность российского образования не только в Китае, но и во всем азиатском регионе, а также способствовать продвижению русского языка. Для китайской стороны важен доступ к российским интеллектуальным ресурсам для дальнейшего социально-экономического развития.

## История
В мае 2014 года в рамках официального визита президента РФ Владимира Путина в КНР был подписан меморандум о взаимопонимании между министерствами образования двух стран о сотрудничестве по проекту создания российско-китайского университета между Московским государственным университетом и Пекинским политехническим институтом (ППИ). 5 сентября 2014 года ректор МГУ академик В. А. Садовничий и президент ППИ академик Ху Хайянь подписали Учредительный договор о создании Совместного российско-китайского университета. Специально для возможности открытия заграничного университета были внесены изменения в Федеральный закон «О Московском государственном университете имени М.В. Ломоносова и Санкт-Петербургском государственном университете». Учебные программы и преподаватели предоставлялись МГУ, административный персонал — ППИ, а финансирование — правительством города. Законодательство КНР запрещает открытие филиалов иностранных вузов в стране, но позволяет создание университетов, учредителями которых являются иностранные и китайские ВУЗы. Поэтому хотя МГУ-ППИ в Шэньчжэне и является отдельным университетом, фактически это подразделение МГУ.
6 мая 2016 года установлен памятный камень на месте строительства Совместного российско-китайского университета в г. Шэньчжэне.
В 2017 было открыто 5 факультетов. 13 сентября 2017 года в Церемонии открытия университета приняли участие Вице-премьеры двух стран — Ольга Юрьевна Голодец и Лю Яньдун, а также делегации каждой из сторон-учредителей: Муниципального народного правительства Шэньчжэня, МГУ и ППИ. Участникам церемонии приходили поздравления на высшем уровне. В дальнейшем планируется увеличение количества программ и факультетов.

## Учебный процесс
Обучение в созданном университете началось в 2017 году. Согласно документам Министерства образования, в Совместном российско-китайском университете обучение по программам бакалавриата, магистратуры, аспирантуры и докторантуры ведётся на русском, китайском и английских языках. По плану первые пять лет университет будет принимать по 300—500 человек в год, в долгосрочной перспективе планируется принять 5000 человек, среди них доля иностранных студентов составит 30-50 %, причем соотношение учащихся бакалавриата и магистратуры будет 1:1.
Обучение на всех факультетах кроме биологического ведётся на русском языке. Программа обучения была модифицирована — первый год китайские студенты учат русский язык, остальная программа интенсифицирована для того, чтоб уместиться в 3 года. Русскоязычные студенты в это время изучают китайский язык. Биология преподается на английском языке. На разных факультетах открыты разные программы бакалавриата или магистратуры.
Учредителями университета выступили МГУ имени М. В. Ломоносова с российской стороны, а также Пекинский политехнический институт (университет) и Муниципалитет Шэньчжэня — с китайской. Первый набор студентов в университет состоялся в 2017 году. Обучение в университете проходит на трёх языках (русском, китайском и английском). На сегодняшний день университет проводит набор студентов на 10 программ бакалавриата, магистратуры и аспирантуры, реализуемых на 7 факультетах. Председателем совета директоров совместного университета был назначен С. М. Шахрай.

## Структура университета
В 2022 году университете функционируют 8 факультетов. На большинстве факультетов программы бакалавриата и магистратуры ведётся на русском, но есть обучение так же на английском и китайском языках.
Срок очного обучения по программам факультетов — 4 года. Выпускники бакалавриата получат два диплома: МГУ имени М. В. Ломоносова и Совместного университета МГУ-ППИ в Шэньчжэне. Планируется создание 6-летнего образования.
- Филологический факультет
- Биологический факультет (магистратура на английском языке)
- Факультет вычислительной математики и кибернетики
- Факультет наук о материалах
- Химический факультет
- Экономический факультет
- Географический факультет (только программа магистратуры)
- Инженерный факультет (только программа бакалавриата, обучение только на китайском, без выдачи диплома МГУ)